# Mestia
 (janvier 2016).
Si vous disposez d'ouvrages ou d'articles de référence ou si vous connaissez des sites web de qualité traitant du thème abordé ici, merci de compléter l'article en donnant les références utiles à sa vérifiabilité et en les liant à la section « Notes et références ».
Mestia (en géorgien : მესტია) est une communauté urbaine du nord de la Géorgie, principal centre administratif de la Svanétie. 
Mestia a un petit aéroport qui relie Tbilissi (aéroport de la Reine Tamar). 

## Culture et tourisme
Mestia offre un patrimoine architectural et ethnographique d'importance. On y trouve des bâtiments laïques, cultuels et défensifs du Moyen Âge bien conservés. Parmi les édifices cultuels, on peut citer : l'église en pierre à deux étages du Sauveur (Matskhvar) (XIIIe - XIVe siècles), dont les murs sont décorés de fresques peintes avec un grand art ; l'église de la Mère-de-Dieu (Lamaria) (haut Moyen Âge) ornée de peintures et d'inscriptions ; les églises des Archanges de Séthi (Tarangzel) et de Fusti. Des maisons fortifiées svanes ont également été préservées : un ensemble unique entouré d'une clôture, comprenant une tour, une habitation (machub) attenante et d'autres bâtiments agricoles.
Mestia n'est pas non plus dépourvu de monuments culturels. Le musée d'histoire et d'ethnographie de Svanétie conserve de nombreux exemples remarquables de gravure géorgienne, ainsi que des monuments anciens de la langue et de l'écriture géorgiennes anciennes. Il conserve aussi une remarquable icône du XIIe siècle, représentant une Crucifixion du type Christus Patiens, en émail sur fond d'or.  
Mestia obtient en 2022 le label Meilleurs villages touristiques de l'Organisation mondiale du tourisme.

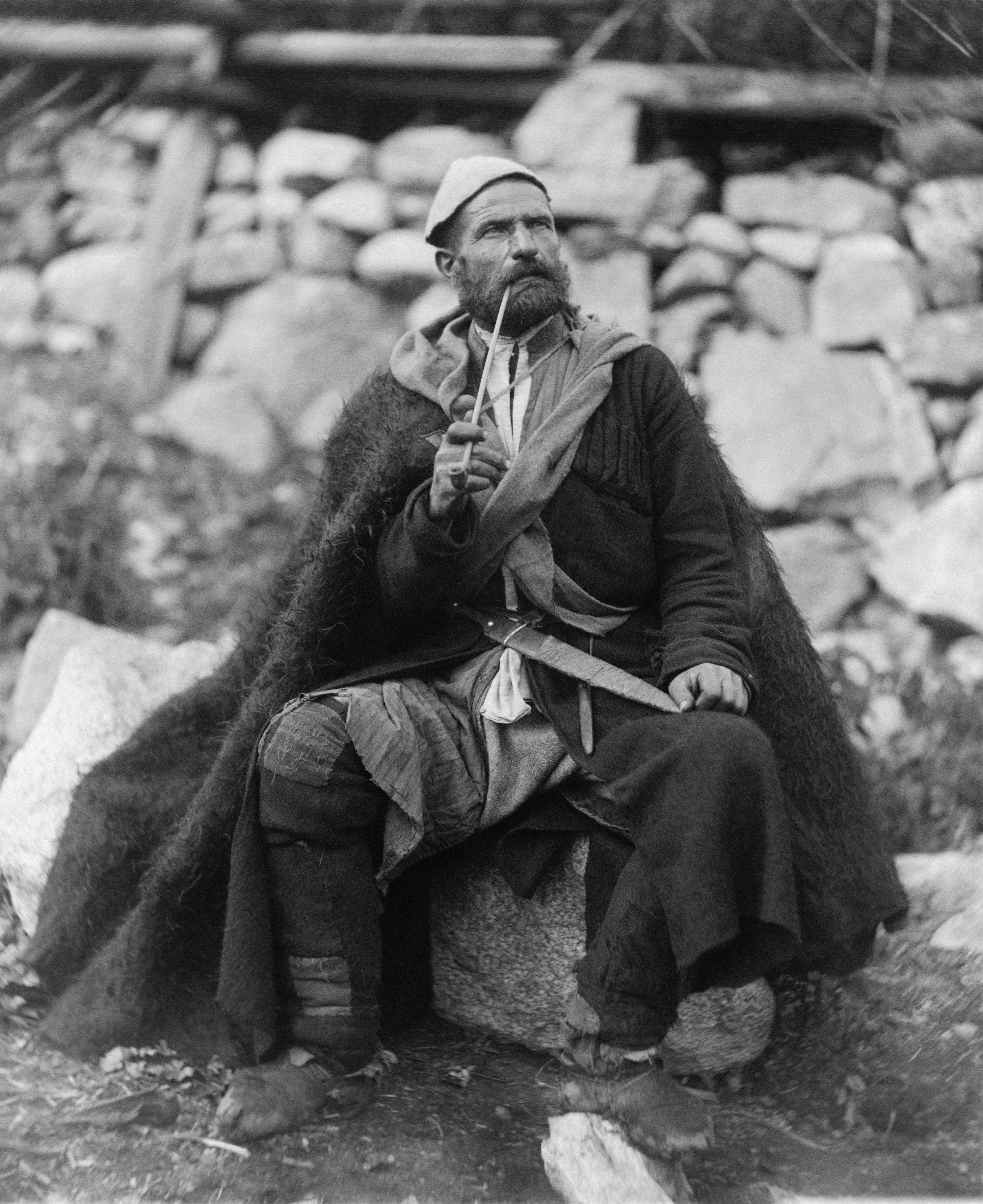
Vieux paysan avec un poignard et une longue pipe à fumer, à Mestia, entre 1888 et 1900.
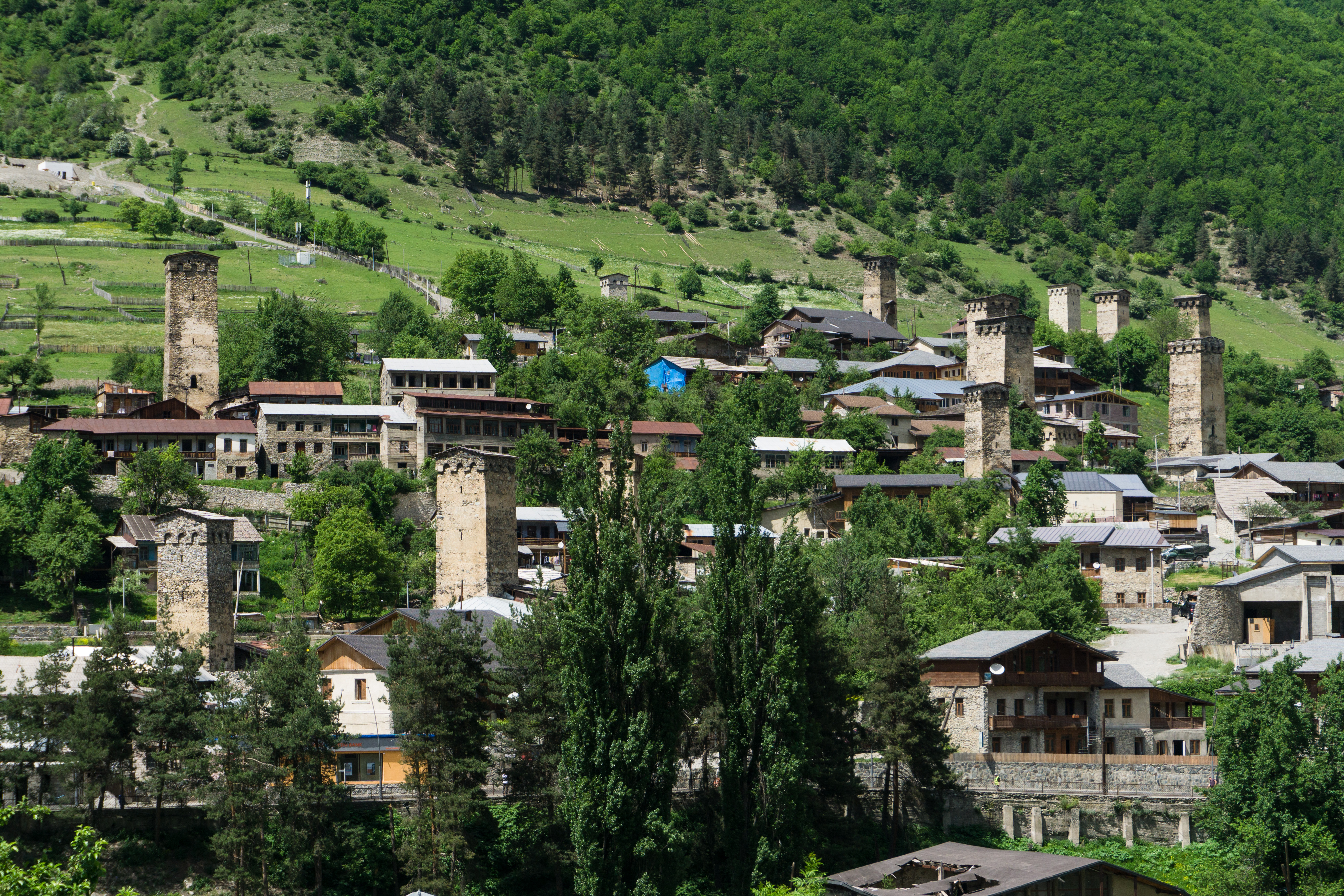
Tours svanes.
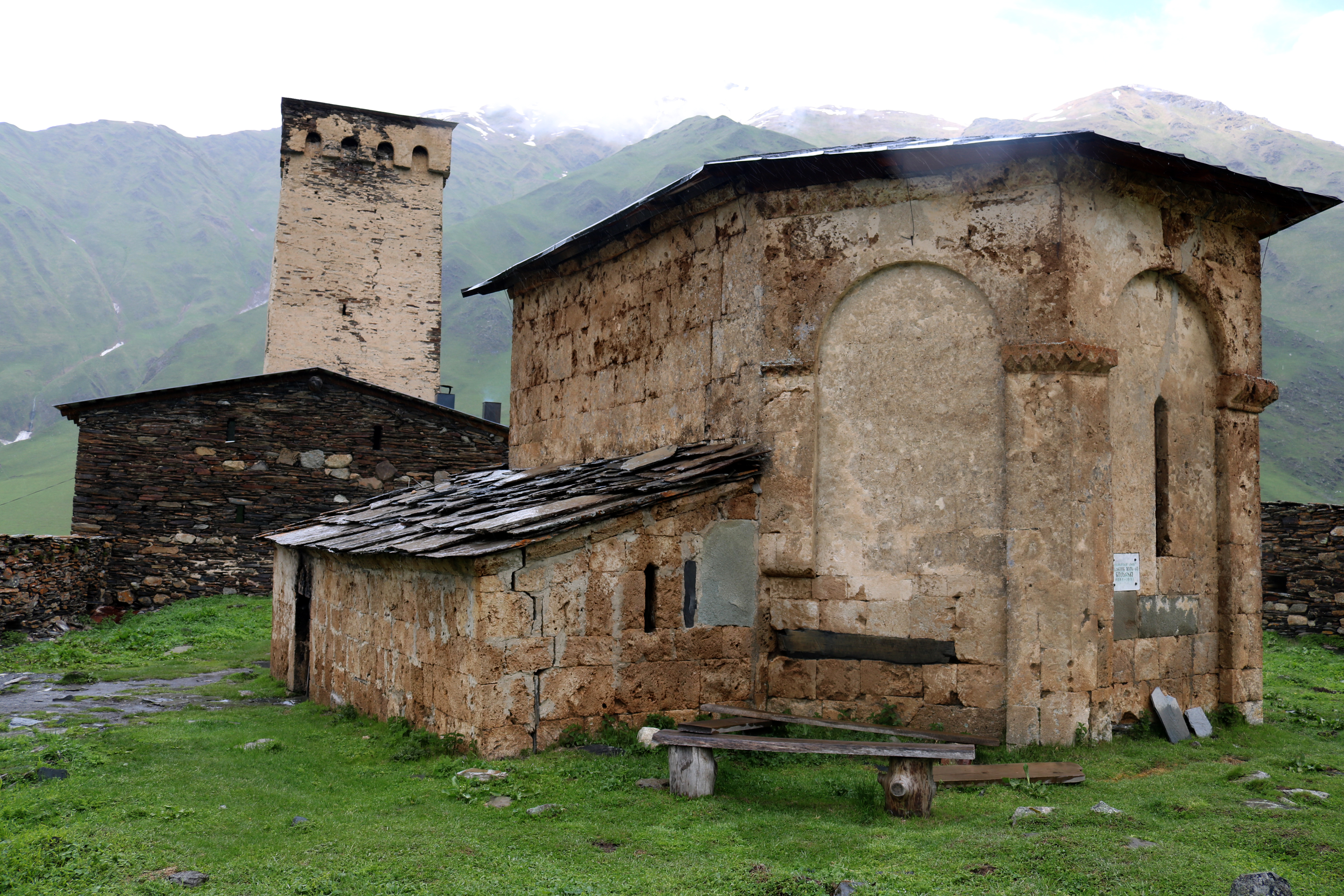
Église de la Mère-de-Dieu d'Ushguli (Lamaria).

## Localité
- Becho

### Articles lié
- Mestia (municipalité)
- Tour svane